# Tentaciones de Jesús

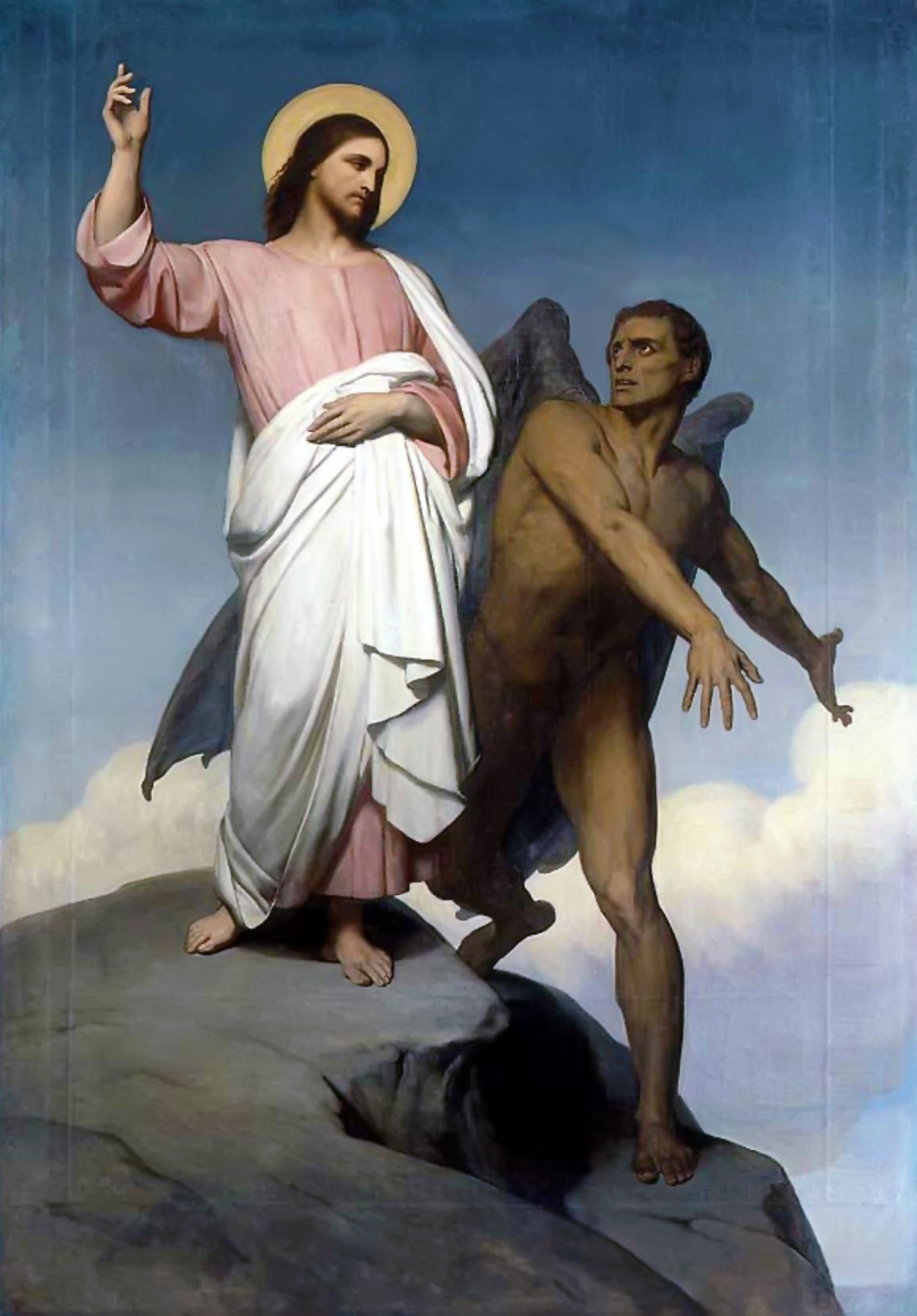
Las tentaciones de Jesús en la pintura de Ary Scheffer.

Las tentaciones de Jesús son parte de un episodio de la vida de Jesús narrado en el Nuevo Testamento por los evangelios de Mateo (Mt 4, 1-11), Marcos (Marcos 1:12-13) y Lucas (Lc 4,1-13).
Según este relato, Jesús se dirigió al desierto para orar y ayunar:

 Jesús fue conducido del Espíritu de Dios al desierto, para que fuese tentado allí por el diablo. Y después de haber ayunado cuarenta días y cuarenta noches y tuvo hambre.

Y vino a él el tentador, identificado con el Diablo:

 Entonces, acercándose el tentador, le dijo: «Si eres el Hijo de Dios, di que esas piedras se conviertan en panes para comer». Más Jesús le respondió: «Escrito está: No sólo de pan vive el hombre, sino de toda palabra que sale de la boca de Dios».

Después de esto lo transportó el diablo a la santa ciudad de Jerusalén, y lo puso sobre el pináculo del Templo y le dijo: «si eres el Hijo de Dios, lánzate de aquí abajo, pues está escrito: "Que Dios te ha encomendado a sus ángeles, los cuales te tomarán tus manos para que tu pie no tropiece contra alguna piedra"». Replico Jesús: «También está escrito: “No pongas a prueba al Señor tu Dios"».

Todavía lo subió el diablo a una montaña muy encumbrada y desde ahí le mostró todos los reinos del mundo y la gloria de ellos. Y luego le dijo: «Todas estas cosas te daré si, postrándote delante de mí, me adoras». Entonces Jesús le respondió: «Apártate de ahí Satanás, porque está escrito: Adorarás al Señor Dios tuyo, y a él sólo servirás».

Con esta afirmación de fe en el único Dios, terminaron las tentaciones:

Con esto lo dejó el diablo; y he aquí que se acercaron los Ángeles que le servían y le dieron de comer y de beber.

Después de ser bautizado por Juan el Bautista, Jesús fue tentado por el diablo después de 40 días y noches de ayuno en el Desierto de Judea. En ese momento, Satanás se acercó a Jesús y trató de tentarlo. Jesús rechazó todas las tentaciones, Satanás se marchó y Jesús regresó a Galilea para comenzar su ministerio. Durante todo este tiempo de batalla espiritual, Jesús estuvo ayunando.
El escritor de la Epístola a los Hebreos también se refiere a que Jesús fue tentado "en todo lo que nosotros somos, excepto sin pecado".
El relato de Marcos es muy breve, limitándose a señalar el acontecimiento. Mateo y Lucas describen las tentaciones relatando los detalles de las conversaciones entre Jesús y Satanás. Dado que los elementos que aparecen en Mateo y Lucas, pero no en Marcos, son en su mayoría pares de citas en lugar de una narración detallada, muchos estudiosos creen que estos detalles adicionales se originan en la teórica Documento Q. La tentación de Cristo no se menciona explícitamente en el Evangelio de Juan, pero en este evangelio Jesús sí se refiere a que el Diablo, "el príncipe de este mundo", no tiene poder sobre él.
En calendarios eclesiásticos de muchas denominaciones cristianas, los cuarenta días de ayuno de Jesús en el desierto de Judea se recuerdan durante el tiempo de Cuaresma, en el que muchos cristianos ayunan, rezan y dan limosna a los pobres. 
El Catecismo de la Iglesia católica afirma:

Los Evangelios hablan de un tiempo de soledad de Jesús en el desierto inmediatamente después de su bautismo por Juan. Llevado por el Espíritu al desierto, Jesús permanece allí cuarenta días sin comer; vive entre fieras, y los ángeles le sirven. Al final de este tiempo, Satanás le tienta tres veces, tratando de comprometer su actitud filial hacia Dios. Jesús rechaza estos ataques, que recapitulan las tentaciones de Adán en el Paraiso y de Israel en el desierto, y el diablo le deja "hasta tiempo oportuno... La tentación en el desierto muestra a Jesús, el humilde Mesías, que triunfa sobre Satanás por su total adhesión al plan de salvación querido por el Padre. 

## Interpretación de la Iglesia católica
En los Evangelios de Evangelio de Mateo y Lucas describen muy detalladamente las tres tentaciones de Jesús en el desierto antes de iniciar su vida pública. Tentaciones similares se recogen en el Evangelio de San Juan. Marcos las describe más brevemente y enseguida empieza a exponer la actividad pública, para la que Jesús se había preparado en el desierto. Las tentaciones muestran a su vez la verdadera «Humanidad de Jesús»: No tenemos un sumo sacerdote que no pueda compadecerse de nuestras debilidades, sino que, de manera semejante a nosotros, ha sido probado en todo, excepto en el pecado Por ello el modo de actuar de Jesús es guía y modelo para las personas como indica san Beda: 

Jesús, después de ser bautizado, ayunó en solitario durante cuarenta días. Así nos enseñó con su ejemplo que, una vez recibido el perdón de los pecados mediante el bautismo, con vigilia, ayunos y oraciones, debemos prepararnos para evitar que, mientras somos torpes o menos prontos, vuelva el espíritu inmundo que había sido expulsado de nuestro corazón»

Y los ángeles le servían. En el Antiguo Testamento, los ángeles son una parte de la corte celestial de Dios y le alaban continuamente. La cita de que «servían» a Jesús expresa la superioridad y el señorío de Jesucristo sobre los propios ángeles.
La descripción detallada de las tres tentaciones de Jesús en el desierto se encuentra en los Evangelio de Mateo (4:1-11) y Evangelio de Lucas (4:1-13). En estos relatos, Jesús es llevado al desierto después de su bautismo y se enfrenta a diversas tentaciones por parte del diablo. Las tentaciones tienen como objetivo poner a prueba la fidelidad y la obediencia de Jesús a Dios. En el Evangelio de Juan, no se presenta una narrativa explícita de las tentaciones de Jesús como lo hacen Mateo y Lucas y tiene un enfoque diferente en la presentación de la vida y enseñanzas de Jesús. En conjunto, las narrativas de las tentaciones subrayan la autenticidad de la humanidad de Jesús y su capacidad para resistir las tentaciones, lo que refuerza su papel como el sumo sacerdote compasivo y sin pecado.
Antes de comenzar su ministerio público, Jesús se retiró al desierto para orar y ayunar, siguiendo el ejemplo de Moisés y Elías en la tradición bíblica. Este período de preparación espiritual, que duró cuarenta días, simboliza la renovación interior y la resistencia a las tentaciones. Moisés procedió de similar manera antes de promulgar, en nombre de Dios, la Antigua Ley del Sinaí, y Elías había caminado cuarenta días en el desierto para llevar a cabo su misión de renovar el cumplimiento de la Ley.La conexión entre la Cuaresma en la Iglesia, que incluye prácticas penitenciales durante la Cuaresma, para que la austeridad penitencial de estos días ayude en el combate cristiano contra las fuerzas del mal.
Con el episodio de las tentaciones Mateo presenta a Jesús como el nuevo Israel, en contraste con el antiguo. Jesús es tentado, como lo fueron Moisés y el pueblo elegido en su peregrinar durante cuarenta años por el desierto. Los israelitas cayeron en la tentación: murmuraron contra Dios al sentir hambre, pidieron un milagro cuando les faltó el agua, adoraron a un becerro de oro Jesús, en cambio, vence la tentación y, al vencerla, manifiesta la forma que tiene de ser Mesías: no como quien busca el prestigio personal, o una victoria ante los hombres, sino con el cumplimiento esforzado de la voluntad de Dios manifestada en las Escrituras. Las acciones de Jesús son un gran ejemplo para la vida de cada cristiano. Ante las tentaciones, no deben esperarse triunfos fáciles o intervenciones inmediatas y grandiosas por parte de Dios; la confianza en el Señor y la oración, la gracia de Dios y la fortaleza, los llevarán, como a Cristo, a la victoria.

Si el Señor permitió que le visitase el tentador, lo hizo para que tuviéramos nosotros, además de la fuerza de su socorro, la enseñanza de su ejemplo. (…) Venció a su adversario con las palabras de la Ley, no con el vigor de su brazo. (…) Triunfó sobre el enemigo mortal de los hombres no como Dios, sino como hombre. Ha combatido para enseñarnos a combatir en pos de Él. Ha vencido para que nosotros seamos vencedores de la misma manera 

## Otras interpretaciones católicas

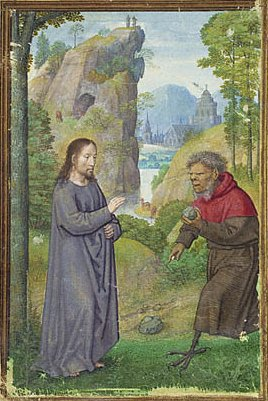
La tentación de Cristo, por Simon Bening

Tomada en el sentido de incitación al mal, la tentación no puede referirse directamente a Dios o a Cristo.  Por ejemplo, en Génesis 12,1, "Dios tentó a Abraham", y en Juan 6,6, "Esto [Jesús] dijo tentando [a Felipe]", las expresiones deben tomarse en el sentido de probar o intentar probar. Según Santiago, la fuente de las tentaciones del hombre es su propensión al mal, que es el resultado de la caída de Adán, y que permanece en la naturaleza humana después de la regeneración bautismal, y aunque el alma está en estado de gracia santificante, la concupiscencia de la humanidad (o propensión al mal) se convierte en pecado sólo cuando se cede libremente; cuando se resiste con la ayuda de Dios es una ocasión de mérito. La causa principal de la tentación es Satanás, "el tentador", empeñado en la ruina eterna del hombre.
En el Padrenuestro, la cláusula No nos dejes caer en la tentación es una petición humilde y confiada para que Dios ayude a superar la tentación. La oración y la vigilancia son las principales armas contra la tentación. Dios no permite que el hombre sea tentado más allá de sus fuerzas. Como Adán, Cristo (el segundo Adán) soportó la tentación sólo desde fuera, en la medida en que su naturaleza humana estaba libre de toda concupiscencia; pero a diferencia de Adán, Cristo resistió los asaltos del Tentador en todos los puntos, proporcionando así un modelo perfecto de resistencia al enemigo espiritual de la humanidad, y una fuente permanente de ayuda victoriosa.
En los tres primeros Evangelios, la narración de la tentación de Cristo se sitúa en conexión inmediata con su bautismo y luego con el comienzo de su ministerio público. La razón de ello es clara. Los sinópticos consideraban el bautismo de Cristo como la designación externa de Jesús por [el Padre] para la obra mesiánica de Cristo bajo la guía del Espíritu Santo. Los tres primeros Evangelios están de acuerdo en cuanto al tiempo al que asignan la tentación de Cristo, por lo que están de acuerdo en atribuir el mismo lugar general a su ocurrencia, a saber, "el desierto", por lo que [probablemente] se refieren al desierto de Judea, donde Jesús estaría, como dice San Marcos: "con las bestias".
"El significado bíblico de tentación es 'una prueba en la que el hombre tiene la libre elección de ser fiel o infiel a Dios'. Satanás incitó a Jesús a desviarse del plan de su padre haciendo mal uso de su autoridad y privilegios. Jesús utilizó las Sagradas Escrituras para resistir a todas esas tentaciones. Cuando somos tentados, la solución hay que buscarla en la Biblia."
En las tentaciones, según Benedicto XVI, Satanás trata de arrastrar a Jesús de un mesianismo de abnegación a un mesianismo de poder: "en este período de "desierto"... Jesús está expuesto al peligro y es asaltado por la tentación y la seducción del Maligno, que le propone un camino mesiánico distinto, alejado del plan de Dios porque pasa por el poder, el éxito y la dominación, en lugar del don total de sí mismo en la Cruz. Esta es la alternativa: un mesianismo del poder, del éxito, o un mesianismo del amor, del don de sí."
Justus Knecht da un comentario típico sobre los diferentes tipos de tentación de Cristo, escribiendo: "En la primera tentación Satanás quiso inducir al Salvador, en lugar de confiar en Dios y soportar pacientemente el hambre, a crear pan por su propio poder, en contra de la voluntad de su Padre. Trató, pues, de hacer pecar a nuestro Señor por sensualidad y deseo ilícito de comer, o lo que es lo mismo, por gula. Con la segunda tentación Satanás trató de despertar en Jesús un orgullo espiritual, diciendo: "¡Tírate al suelo; Dios te ayudará y verá que no te suceda ningún mal!". El astuto seductor quiso así cambiar una humilde y sumisa confianza en la misericordia de Dios por una orgullosa presunción. Con la tercera tentación, Satanás quiso suscitar en Jesús la concupiscencia de los ojos, es decir, el deseo de riquezas, de poder y de placer. Había seducido al primer hombre incitándole a estas tres malas pasiones. Las palabras: "¿Por qué os ha mandado Dios que no comáis de todo árbol del Paraíso?" eran una inducción a la gula, o a la concupiscencia de la carne. Las palabras: "Se os abrirán los ojos" eran una tentación al orgullo, mientras que las palabras: "Seréis como Dioses" eran una inducción a la concupiscencia de los ojos, y un deseo de poder y gloria. Nuestros primeros padres sucumbieron a estas tentaciones, porque prestaron oídos a las sugestiones de Satanás, mantuvieron relaciones con él y contemplaron el fruto prohibido. Pero Jesús superó la tentación y venció a Satanás. "

### Uso de referencias del Antiguo Testamento
El relato de Mateo utiliza lenguaje del Antiguo Testamento. Las imágenes resultarían familiares a los lectores contemporáneos de Mateo. En la Septuaginta griega de Zacarías 3 el nombre Iesous y el término diabolos son idénticos a los términos griegos de Mateo 4. Mateo presenta los tres pasajes bíblicos citados por Jesús (8:3, 6:13, y 6:16) no en su orden en el Libro del Deuteronomio, sino en la secuencia de las pruebas de Israel mientras vagaban por el desierto, tal como se registran en el Libro del Éxodo.  El relato de Lucas es similar, aunque su inversión de la segunda y tercera tentaciones "representa un movimiento geográfico más natural, del desierto al templo". La afirmación final de Lucas de que el diablo "se alejó de él hasta el momento oportuno" puede proporcionar un vínculo narrativo con el intento inmediatamente posterior en Nazaret de arrojar a Jesús desde un lugar alto, o puede anticipar un papel para Satanás en la Pasión (cf. Lucas 22:3).

## Género literario

### Discusión sobre la condición de parábola
La discusión sobre el género literario incluye si lo que se representa es una historia, una parábola, un mito o un compuesto de varios géneros. Esto se relaciona con la realidad del encuentro. A veces la narración de la tentación se toma como una parábola, leyendo que Jesús en su ministerio contó esta narración a las audiencias relatando su experiencia interior en forma de parábola. O es autobiográfico, con respecto a qué clase de Mesías pretendía ser Jesús. Escritores como William Barclay han señalado el hecho de que "no hay montaña lo bastante alta en todo el mundo para véase el mundo entero" como indicación de la naturaleza no literal del suceso, y que la narración retrata lo que ocurría dentro de la mente de Jesús. El teólogo dominicano Tomás de Aquino explicó: En cuanto a las palabras: 'Le mostró todos los reinos del mundo, y la gloria de ellos', no hemos de entender que viera los reinos mismos, con las ciudades y habitantes, su oro y plata: sino que el diablo le señaló los barrios en que se hallaba cada reino o ciudad, y le expuso con palabras su gloria y estado.
El debate sobre la literalidad de las tentaciones se remonta al menos a la discusión del siglo XVIII de George Benson y Hugh Farmer.
La interpretación católica es que la tentación de Cristo fue un acontecimiento literal y físico. "A pesar de las dificultades aducidas, ...contra el carácter histórico de las tres tentaciones de Jesús, tal como fueron registradas por San Mateo y San Lucas, es evidente que estos escritores sagrados intentaron describir un acercamiento real y visible de Satanás, relatar un cambio real de lugares, etc., y que el punto de vista tradicional, que mantiene la naturaleza objetiva de las tentaciones de Cristo, es el único que cumple todos los requisitos de la narración evangélica."

## Las tres tentaciones en el Evangelio de Juan
La historia de la tentación de Cristo por parte de Satanás, como está registrada en Mateo 4:1-11, y en el pasaje paralelo de Lucas 4:1-13, es una de las significativas omisiones en el Evangelio de Juan. Sin embargo, algunos autores han identificado un paralelismo en el Evangelio de Juan.
- Tentación de convertir piedras en pan → Juan 6,26,31 incitación que dar "maná en el desierto".
- Incitación que saltara del templo → Juan 2:18 incitación que dar un "signo" (mesiánico) en el templo.
- Tercera tentación; satanás dijo que si lo alababa le iba a dar todos los reinos del mundo  → Juan 6:15 "Por lo que Jesús, dándose cuenta de que iban a venir y por la fuerza hacerle rey, se retiró Él solo otra vez al monte."

## Relación con las expectativas mesiánicas
Las expectativas rabínicas respecto al Mesías incluía que él se revelaría estando de pie, sobre el techo del Templo. Esta expectativa se combinó con Salmos 91:12 "En las manos te llevarán, porque tu pie no tropiece en piedra" (Reina Valera, 1909)

## Uso en la liturgia
Los pasajes de los evangelios sinópticos referidos a las tentaciones de Jesús en el desierto son proclamados por las principales Iglesias cristianas históricas (católica, ortodoxa, anglicana, y protestantes en general) durante el tiempo litúrgico de Cuaresma, preparatorio de la Pascua de Resurrección.

## Arte, literatura, cine y música

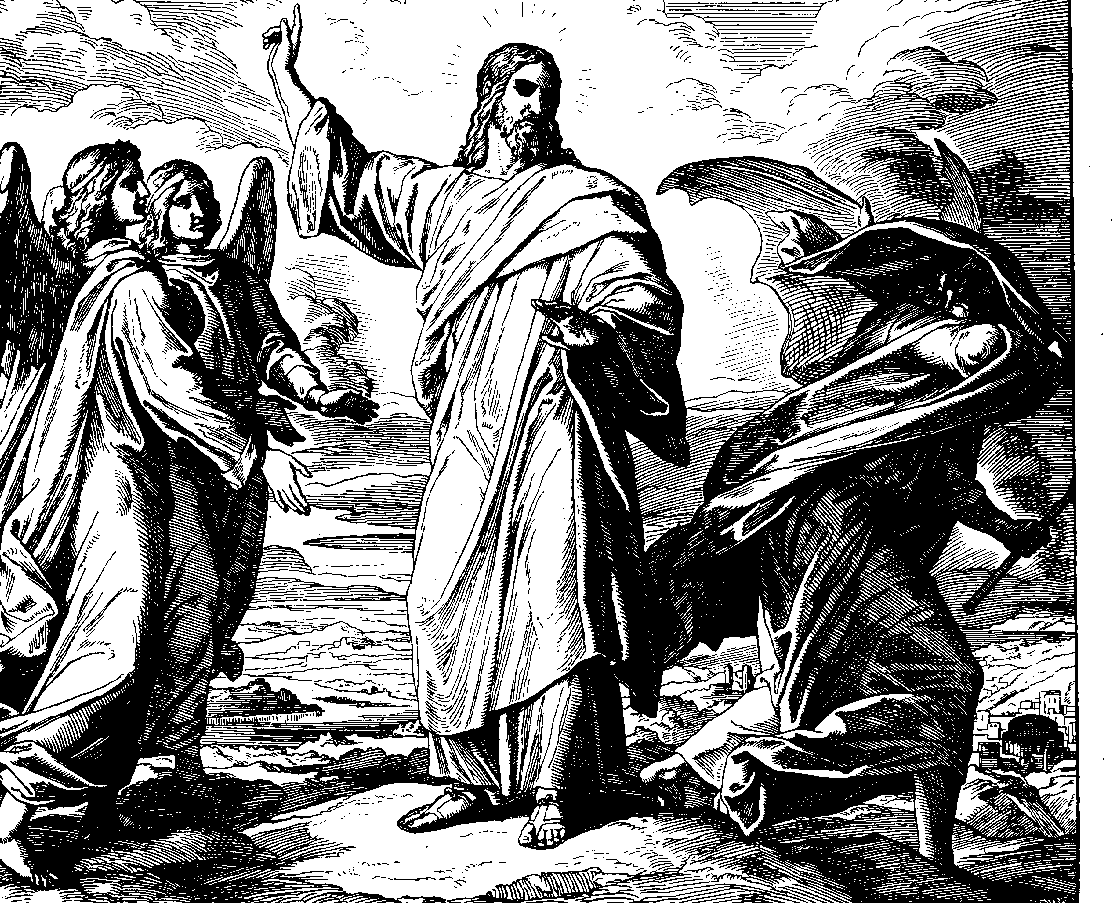
Xilografía de Julius Schnorr von Carolsfeld, 1860

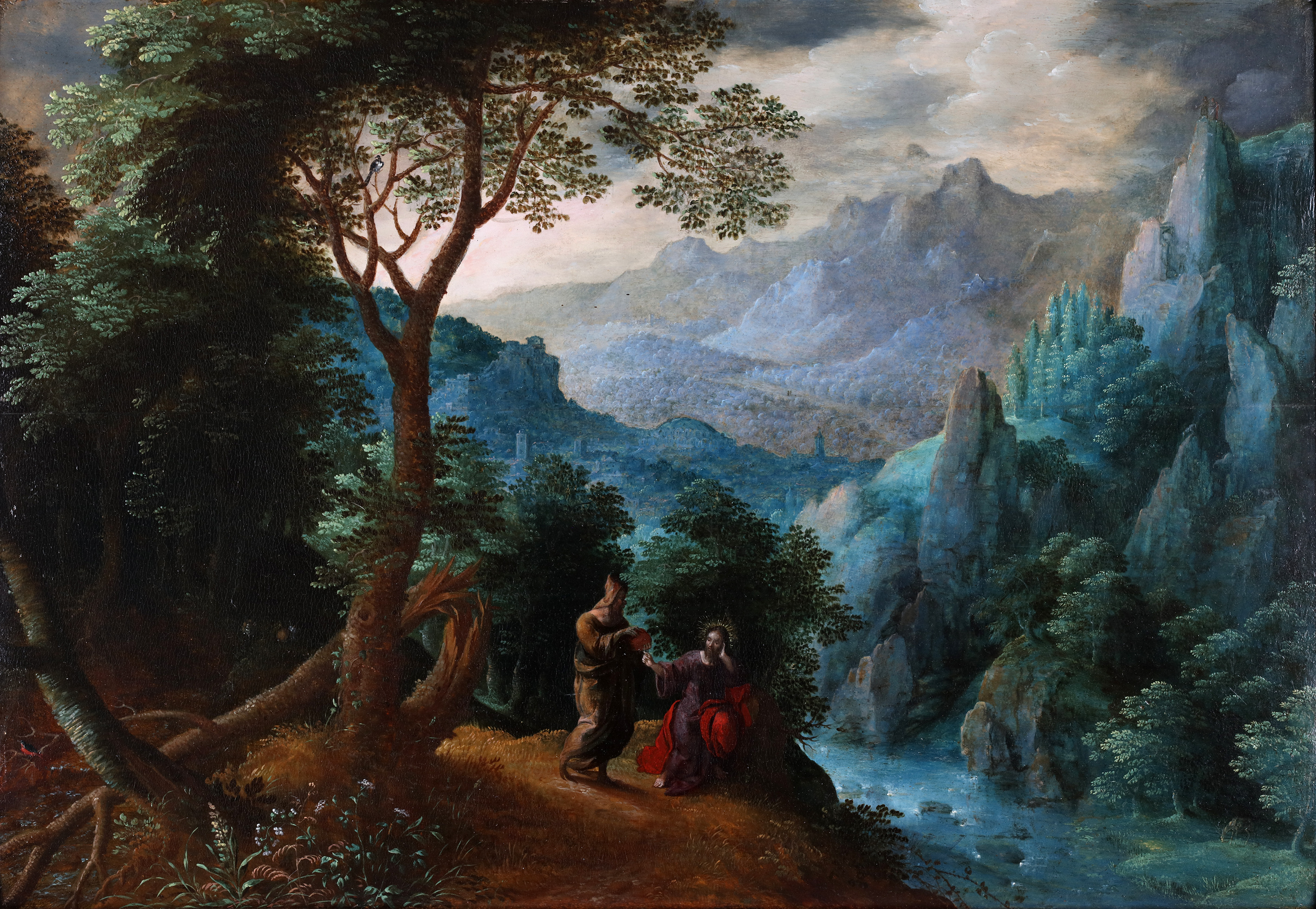
La tentación de Cristo por Tobias Verhaecht

La tentación de Cristo ha sido un tema frecuente en el arte y la literatura de las culturas cristianas. Una escena habitualmente interpretada como la tercera tentación de Jesús está representada en el Libro de Kells. La tercera y última parte del poema en inglés antiguo Cristo y Satán se refiere a La tentación de Cristo, y puede verse como un precursor del Paraíso perdido] de John Milton. La tentación de Cristo es, de hecho, el tema de la secuela de Milton de El paraíso perdido, El paraíso recobrado. J. M. W. Turner hizo un grabado de "La tentación en la montaña" para una edición de 1835 de Las obras poéticas de John Milton. Satanás y Jesús aparecen en silueta sobre un acantilado que domina un amplio paisaje que se adentra en el mar. La "...imagen representa la tentación de Cristo por Satanás, concretamente el momento en que Satanás ofrece a Cristo los reinos del mundo. Esta visión de la tentación que se extiende hasta el mar abierto es inquietantemente similar a las posibilidades de conquista que se representaban habitualmente en el arte británico y estadounidense durante el Romanticismo."
Quarantine es una novela de Jim Crace con siete personajes en el desierto, ayunando y rezando, e incluye a Jesús como miembro periférico del reparto.
Una escena iluminada de las Très Riches Heures du Duc de Berry, un libro de horas del siglo XV, representa a Jesús de pie sobre un castillo gótico basado en el propio castillo del duque en Mehun-sur-Yevre. Daniella Zsupan-Jerome lo ve como un desafío a "...el Duque y destinado a recordarle la humildad y la conversión..."
En Los hermanos Karamazov de Fiódor Dostoyevski, parte de la novela El gran inquisidor, aparece un extenso tratamiento de la tentación de Cristo. Kathleen E. Gilligan establece paralelismos con la obra de J. R. R. Tolkien El Señor de los Anillos de J. R. R. Tolkien, en la que los personajes Gandalf y Galadriel, ambas figuras poderosas por derecho propio, se ven tentados a adquirir el anillo y hacerse más poderosos por la mejor de las razones, pero con resultados probablemente desastrosos. 
La obra de Andrew Lloyd Webber Jesucristo Superstar' contiene breves referencias a la tentación de Cristo por los placeres mortales, y Stephen Schwartz le dedica una escena en Godspell. En El filo de la navaja de W. Somerset Maugham, el narrador utiliza el evangelio de Mateo para introducir su propio final en el que Jesús acepta la muerte en la cruz, "porque no hay amor más grande", mientras el diablo ríe con regocijo, sabiendo que el hombre rechazará esta redención y cometerá el mal a pesar de, si no a causa de, este gran sacrificio.
En la película de 1989 Jesús de Montreal, el actor que interpreta a Jesús es llevado a lo alto de un rascacielos y un abogado le ofrece lucrativos contratos si le sirve. La miniserie de televisión de 2019 Buenos Presagios atribuye la tentación de Cristo al demonio Crowley, que afirma haber mostrado a Cristo los reinos del mundo como meras oportunidades de viaje.
La tentación de Cristo en el desierto aparece en las siguientes películas de cine y televisión: King of Kings (EE. UU. 1961, Nicholas Ray), El Evangelio según san Mateo (Italia 1964, dirigida por Pier Paolo Pasolini), La historia más grande jamás contada (EE. UU. 1965, George Stevens), Jesús (EE. UU. 1979, Peter Sykes y John Krish), La última tentación de Cristo (EE. UU. 1988, Martin Scorsese), Jesús (telefilme de 1999, Roger Young), The Miracle Maker (telefilme británico-estadounidense, 2000), La Biblia (miniserie de televisión estadounidense de 2013, Roma Downey y Mark Burnett), Los últimos días en el desierto (estadounidense de 2015, Rodrigo García), y 40: La tentación de Jesucristo (EE UU 2020, Douglas James Vail).
El sencillo de Dave Matthews "Save Me" del álbum Some Devil narra la estancia de Cristo en el desierto desde el punto de vista de Satanás.